# Dendrolobium arbuscula
Dendrolobium arbuscula là một loài thực vật có hoa trong họ Đậu. Loài này được (Domin) Ohashi miêu tả khoa học đầu tiên.